# Gunnar Larsen
Axel Gunnar Larsen (født 10. januar 1902 på Frederiksberg, død 1. februar 1973 i Irland) var en dansk minister. Han var  civilingeniør og var administrerende direktør og bestyrelsesformand for og storaktionær i cementkoncernen F.L. Smidth & Co., som hans far, ingeniør Poul Larsen, havde etableret sammen med Frederik L. Smidth og Alexander Foss. 
Gunnar Larsen var således en fremtrædende erhvervsmand, som efter ophold i USA hele sit liv forblev angelsaksisk orienteret; det kan i lyset af hans ministerkarriere forekomme paradoksalt.
Gunnar Larsen blev som 38-årig udnævnt til minister for offentlige arbejder i Ministeriet Thorvald Stauning III, fortsatte i Regeringen Vilhelm Buhl I og Regeringen Scavenius fra 8. juli 1940 til 29. august 1943.
Han var en af de tre "upolitiske", dvs. partiløse ministre, som konservative kredse i erhvervslivet og kong Christian 10. ønskede udnævnt. Regeringspartiernes hensigt med at acceptere disse udnævnelser var at hindre krav fra den tyske besættelsesmagt om optagelse af nazistiske ministre. (De to andre var justitsminister Eigil Thune Jakobsen og udenrigsminister Erik Scavenius.) 
Gunnar Larsen var en meget aktiv fortaler for samarbejdet med besættelsesmagten. Han var ofte i kontakt med Cecil von Renthe-Fink og senere Werner Best, og må betegnes som en pragmatisk orienteret samarbejdspolitiker.  Han gennemførte bl.a. aftalen om Fugleflugtlinjen, en trafikkorridor mellem København og Tyskland (Hamborg), som set fra dansk side primært havde betydning for beskæftigelsen. Det kendteste foto af Gunnar Larsen er taget ved det første spadestik til Fugleflugtslinjen, hvor DSB's generaldirektør P. Knutzen gnæggende ser på, at Gunnar Larsens spade knækker.
Generelt var Gunnar Larsens ministerperiode præget af store beskæftigelsesmæssige projekter, som i BBC og den illegale presse hyppigt blev udlagt som ministerens forsøg på at fremme privatøkonomiske interesser. Gunnar Larsen var også blandt initiativtagerne til Østrumsudvalget, som fra efteråret 1941 støttede og søgte at udbygge danske erhvervsinteresser i de baltiske lande og Ukraine. I den anledning foretog Gunnar Larsen en rejse til Baltikum i maj 1942 – en rejse, der bevirkede, at F.L. Smidth & Co. generhvervede sin cementfabrik Port Kunda i Estland.
Efter krigen blev han som den eneste danske minister fra besættelsestiden dømt ved byretten for samarbejdet med besættelsesmagten, men frikendt ved landsretten og Højesteret. I 1954 udvandrede han til Irland, hvor han blev ansat som administrerende direktør ved en cementfabrik ved Dublin.
Gunnar Larsens dagbøger fra ministerperioden er i privateje, og en kopi findes på Det Kongelige Bibliotek. Den 9. april 2015 udkom de efter tilladelse fra Gunnar Larsens familie i en udgave, kommenteret af John T. Lauridsen og Joachim Lund. Dagbøgerne giver et indblik i ledelsen af F.L. Smidth & Co. under besættelsens vilkår og i de forhandlinger, regeringen førte internt og i samarbejdet med besættelsesmagtens repræsentanter i Danmark.

## Dagblade
- Henrik Larsen: Den forhadte minister, Politiken (PS-tillæg) 5. april 2015, s. 1 og 6